# Kisses Tour
Kisses Tour foi a quinta turnê da cantora Anitta, em apoio ao seu quarto álbum de estúdio, Kisses (2019), lançado no dia 5 de abril de 2019. A turnê iniciou-se em Boom, na Bélgica, no dia 27 de julho de 2019 e se encerrou no Rio de Janeiro, Brasil, no dia 26 de fevereiro de 2020.

## Antecedentes
Em fevereiro de 2019, a artista lançou cinco canções: "Terremoto" com Kevinho; "Bola Rebola" com Tropkillaz, J Balvin e MC Zaac; uma regravação de "Zé do Caroço" com os produtores Jetlag; "Te Lo Dije" com Natti Natasha e "Favela Chegou" com Ludmilla. Em 15 de março, foi lançada a canção "R.I.P." da mexicana Sofía Reyes com participação da brasileira e da britânica Rita Ora. Em 27 de março, chegou as livrarias a biografia não autorizada da cantora, intitulada Furacão Anitta, escrita pelo jornalista Leo Dias.
Em 5 de abril, foi lançado o primeiro álbum áudio visual e trilíngue da cantora — e quarto de estúdio — intitulado Kisses. Nos Estados Unidos, o álbum atingiu a quarta posição nas paradas musicais Latin Pop Albums e a décima sexta na Top Latin Albums, ambas da Billboard. Na Espanha, o álbum chegou a quadragésima sexta posição na lista da PROMUSICAE. O primeiro single do álbum, "Poquito" em parceria com o rapper americano Swae Lee, foi lançado em conjunto com o álbum. Além disso, a cantora ainda regravou as versões em português e espanhol da música "Ugly" que foi tema do filme "UglyDolls",a versão em espanhol ganhou o nome de "Fea" e foi focada nos mercados da América Latina e Espanha e uma outra versão para os mercados lusofônicos chamada de "Feia".

## Recepção da crítica
Avaliando o concerto de Anitta no festival britânico Meltdown, Damien Morris, do The Guardian, afirmou que em sua música de abertura, "Aténcion", "Anitta não tem imediatamente a melhor voz que você já ouviu, mas é forte e maleável, perfeita para sua música, uma torre oscilante de funk, reggaeton e um modesto pop-R&B” e acrescentou que “o palco é, como seu setlist, descomplicado, eficiente, calculado para criar resultados empolgantes. É focado principalmente em dançarinas vestidas de preto, que passam quantidade notável do tempo no palco curvadas, de costas para o público, rebolando. De alguma forma, nunca parece desprezível, talvez por conta da coreografia implacavelmente profissional e decisiva. Mulheres no controle". A resenha ainda destacou as multihabilidades de Anitta (“cantora-compositora-dançarina-produtora-empresária”), sua capacidade de envolver e atrair o público (“ouvia-se mais português do que inglês na plateia”) e o frescor que ela traz para a cena internacional: “O alfa e o ômega de sua performance são os dois longos interlúdios de dança, quando ela coloca o microfone de lado e simplesmente se joga. Em poucos segundos, as pessoas estão imitando seus movimentos, depois dançando, cantando e acenando de volta para ela”, escreveu o jornal.

## Repertório
Este repertório é representativo do show que aconteceu no dia 31 de dezembro de 2019 em Paulista, Recife. Ele não representa todos os shows da turnê.
1. "Bang"
2. "Combatchy"
3. "Terremoto"
4. "Ao Vivo e A Cores"
5. "Complicado"
6. Medley: "Cobertor" / "Zen"
7. "Some Que Ele Vem Atrás"
8. "Romance com Safadeza"
9. Medley: "Loka" / "Você Partiu Meu Coração" / "Essa Mina É Louca"
10. "Contatinho"
11. "Paradinha"
12. "Sua Cara"
13. "Sim ou Não"
14. "Movimento da Sanfoninha"
15. "Vai Malandra"
16. "Bola Rebola"
17. "Onda Diferente"
18. "Favela Chegou"
19. "Show das Poderosas"

## Datas
| Data                         | Cidade                | País             | Local                                           |
| ---------------------------- | --------------------- | ---------------- | ----------------------------------------------- |
| Parte 1 - Europe Summer 2019 |                       |                  |                                                 |
| 27 de julho de 2019          | Boom                  | Bélgica          | Provinciaal Recreatiedomein De Schorre          |
| 28 de julho de 2019          | Zurique               | Suíça            | X-TRA                                           |
| 30 de julho de 2019          | Ibiza                 | Espanha          | Pacha Ibiza                                     |
| 2 de agosto de 2019          | Burriana              | Espanha          | Playa del Arenal                                |
| 4 de agosto de 2019          | Milão                 | Itália           | Viale MilanoFiori                               |
| 6 de agosto de 2019          | Londres               | Inglaterra       | Royal Festival Hall                             |
| 7 de agosto de 2019          | Odemira               | Portugal         | Herdade da Casa Branca                          |
| Parte 2 - Kisses Tour        |                       |                  |                                                 |
| 10 de agosto de 2019         | Long Beach            | Estados Unidos   | Queen Mary Events Park                          |
| 16 de agosto de 2019         | Balneário Camboriú    | Brasil           | Music Park BC                                   |
| 17 de agosto de 2019         | Campinas              | Brasil           | Fazenda Santa Margarida                         |
| 18 de agosto de 2019         | Pirapora              | Brasil           | Área de Eventos da Orla Fluvial                 |
| 22 de agosto de 2019         | Mariana               | Brasil           | Parque de Exposições Mina Del Rey               |
| 24 de agosto de 2019         | São Paulo             | Brasil           | Arena Anhembi                                   |
| 25 de agosto de 2019         | Vitória da Conquista  | Brasil           | Parque de Exposições Teopompo de Almeida        |
| 30 de agosto de 2019         | Mogi das Cruzes       | Brasil           | Espaço Pró-Hiper                                |
| 31 de agosto de 2019         | Santiago              | Chile            | Teatro Teletón                                  |
| 5 de setembro de 2019        | Praga                 | Chéquia          | SaSaZu Club                                     |
| 7 de setembro de 2019        | Concórdia             | Brasil           | Parque de Exposições de Concórdia               |
| 8 de setembro de 2019        | Presidente Prudente   | Brasil           | Recinto de Exposições Jacob Tosello             |
| 13 de setembro de 2019       | São José dos Campos   | Brasil           | Arena Vale Music Fest                           |
| 21 de setembro de 2019       | Cidade do México      | México           | Foro Sol                                        |
| 25 de setembro de 2019       | São Paulo             | Brasil           | Vila JK                                         |
| 27 de setembro de 2019       | Caruaru               | Brasil           | Estacionamento do Polo Caruaru                  |
| 28 de setembro de 2019       | Fortaleza             | Brasil           | Estacionamento Arena Castelão                   |
| 29 de setembro de 2019       | São Paulo             | Brasil           | Arena Anhembi                                   |
| 5 de outubro de 2019         | Rio de Janeiro        | Brasil           | Parque Olímpico da Barra                        |
| 11 de outubro de 2019        | Itajaí                | Brasil           | Belvedere Beach Club                            |
| 12 de outubro de 2019        | Curitiba              | Brasil           | Live Curitiba                                   |
| 18 de outubro de 2019        | Igrejinha             | Brasil           | Parque de Eventos Almiro Grings                 |
| 25 de outubro de 2019        | Salvador              | Brasil           | Wet'n Wild                                      |
| 26 de outubro de 2019        | Divinópolis           | Brasil           | Parque de Exposições de Divinópolis             |
| 16 de novembro de 2019       | Salinas da Margarida  | Brasil           | Praça da Orla                                   |
| 19 de novembro de 2019       | São Paulo             | Brasil           | Espaço das Américas                             |
| 23 de novembro de 2019       | Rio de Janeiro        | Brasil           | Parque Olímpico da Barra                        |
| 24 de novembro de 2019       | Campos dos Goytacazes | Brasil           | Fundação Rural de Campos                        |
| 29 de novembro de 2019       | Oceano Atlântico      | Oceano Atlântico | MSC Fantasia                                    |
| 7 de dezembro de 2019        | Rio de Janeiro        | Brasil           | Parque Madureira                                |
| 8 de dezembro de 2019        | Avaré                 | Brasil           | Parque de Exposições Dr. Fernando Cruz Pimentel |
| 14 de dezembro de 2019       | Belo Horizonte        | Brasil           | Esplanada do Mineirão                           |
| 15 de dezembro de 2019       | Natal                 | Brasil           | Praça Arena das Dunas                           |
| 27 de dezembro de 2019       | São Sebastião         | Brasil           | Rua da Praia                                    |
| 28 de dezembro de 2019       | Petrolina             | Brasil           | Arena Iate Clube                                |
| 29 de dezembro de 2019       | Salvador              | Brasil           | Arena Daniela Mercury                           |
| 30 de dezembro de 2019       | Guarujá               | Brasil           | Arena Jequitimar                                |
| 31 de dezembro de 2019       | Recife                | Brasil           | Parador                                         |
| 31 de dezembro de 2019       | Paulista              | Brasil           | Praia do Janga                                  |
| 2 de janeiro de 2020         | Florianópolis         | Brasil           | P12 Parador                                     |
| 3 de janeiro de 2020         | Punta del Este        | Uruguai          | Enjoy Punta del Este                            |
| 4 de janeiro de 2020         | Laguna                | Brasil           | Praça Seival                                    |
| 9 de janeiro de 2020         | Saquarema             | Brasil           | Praça do Coração                                |
| 10 de janeiro de 2020        | Ilhéus                | Brasil           | Batuba Beach                                    |
| 12 de janeiro de 2020        | Rio de Janeiro        | Brasil           | Jockey Club Brasileiro                          |
| 25 de janeiro de 2020        | São Paulo             | Brasil           | Memorial da América Latina                      |
| 26 de janeiro de 2020        | Rio de Janeiro        | Brasil           | Jockey Club Brasileiro                          |
| 30 de janeiro de 2020        | São João de Meriti    | Brasil           | Via Music Hall                                  |
| 1 de fevereiro de 2020       | Xangri-lá             | Brasil           | Sede Camprestre da SABA                         |
| 15 de fevereiro de 2020      | Assunção              | Paraguai         | Jockey Club del Paraguay                        |
| 16 de fevereiro de 2020      | Ciudad del Este       | Paraguai         | Gran Nobile Hotel & Convention                  |
| 19 de fevereiro de 2020      | Salvador              | Brasil           | Camarote Skol Puro Malte                        |
| 21 de fevereiro de 2020      | Salvador              | Brasil           | Circuito Barra-Ondina                           |
| 22 de fevereiro de 2020      | Olinda[a 53]          | Brasil           | Arena Carvalheira na Ladeira                    |
| 22 de fevereiro de 2020      | Recife[a 54]          | Brasil           | Avenida Boa Viagem                              |
| 23 de fevereiro de 2020      | São Paulo             | Brasil           | Jockey Club de São Paulo                        |
| 23 de fevereiro de 2020      | Rio de Janeiro        | Brasil           | Sambódromo da Marquês de Sapucaí                |
| 24 de fevereiro de 2020      | Guarapari             | Brasil           | Cafe de La Musique Guarapari                    |
| 25 de fevereiro de 2020      | Mucuri                | Brasil           | Orla da Praia de Mucuri                         |
| 26 de fevereiro de 2020      | Rio de Janeiro        | Brasil           | Complexo Lagoon                                 |

### Showscancelados
| Data                   | Cidade                 | País           | Local                       | Motivo                                            |
| ---------------------- | ---------------------- | -------------- | --------------------------- | ------------------------------------------------- |
| 29 de novembro de 2019 | Uberlândia             | Brasil         | Arena Sabiazinho            | Crise de Faringite                                |
| 7 de dezembro de 2019  | Camaçari               | Brasil         | VIP Music Hall              | Crise de Faringite                                |
| 27 de dezembro de 2019 | Jijoca de Jericoacoara | Brasil         | Arena John John             | Descumprimento contratual por parte do contrante. |
| 3 de janeiro de 2020   | Marília                | Brasil         | Golden Palace               | Problemas de logística.                           |
| 16 de janeiro de 2020  | Alto Horizonte         | Brasil         | —                           | Problemas de logística.                           |
| 14 de março de 2020    | San Juan               | Porto Rico     | Coliseu José Miguel Agrelot | Pandemia de COVID-19.                             |
| 28 de junho de 2020    | Lisboa                 | Portugal       | Parque Bela Vista           | Pandemia de COVID-19.                             |
| 04 de julho de 2020    | Haia                   | Holanda        | Scheveningen Beach          | Pandemia de COVID-19.                             |
| 18 de julho de 2020    | Vila Nova de Gaia      | Portugal       | Antiga Seca do Bacalhau .   | Pandemia de COVID-19.                             |
| 24 de julho de 2020    | Santarém               | Brasil         | —                           | Pandemia de COVID-19.                             |
| 25 de julho de 2020    | Manaus                 | Brasil         | Arena da Amazônia           | Pandemia de COVID-19.                             |
| 10 de outubro de 2020  | Indio                  | Estados Unidos | Empire Polo Club            | Pandemia de COVID-19.                             |
| 17 de outubro de 2020  | Indio                  | Estados Unidos | Empire Polo Club            | Pandemia de COVID-19.                             |